# Lady Lou
Lady Lou (She Done Him Wrong) è un film del 1933 diretto da Lowell Sherman, trasposizione cinematografica della commedia musicale Diamond Lil, scritta e rappresentata con successo a Broadway da Mae West. Lo spettacolo originale andò in scena per la prima volta a New York il 9 aprile 1928 al Royale Theatre. Mae West l'avrebbe ripreso poi ancora negli anni tra il 1949 e il 1951.
Nel 1996 è stato scelto per la conservazione nel National Film Registry della Biblioteca del Congresso degli Stati Uniti. Nel 2000 l'American Film Institute l'ha inserito al 75º posto della classifica delle cento migliori commedie americane di tutti i tempi. Nel 2005 ha inserito la battuta "Why don't you come up sometime and see me?" ("Perché non vieni mai su a trovarmi?") al 26º posto della classifica delle cento migliori citazioni.

## Trama
Una cantante affascinante e civettuola gestisce un night club, non sapendo di alcuni loschi traffici che avvengono al suo interno per opera di alcuni suoi soci non molto raccomandabili. Un giovane poliziotto in incognito attira la sua attenzione e la donna si mostra più che disponibile a un possibile rapporto con lui. L'uomo, invece, si mostra insensibile al fascino provocante della donna. Alla fine, dopo aver fatto arrestare i malviventi, coinvolti nel traffico delle bianche, cederà e la domanderà in moglie.

## Riconoscimenti
- 1934 – Premio Oscar
  - Candidato per il miglior film
- 1933 – National Board of Review Award
  - Migliori dieci film